# Verdun
Verdun je francouzské město na severu Lotrinska, které vzniklo z galské pevnosti. Je to největší město departementu Meuse, ačkoli jeho hlavním městem je o něco menší Bar-le-Duc.

## Historie
Od 4. století je Verdun sídlem biskupa Verdunské diecéze.
V roce 843 tu byla uzavřena Verdunská smlouva, na jejímž základě byla Franská říše rozdělena na tři části. Ve středověku se stal Verdun svobodným říšským městem, které velice dobře prosperovalo.
Do roku 1648 bylo svobodným říšským městem, kdy bylo připojeno k francouzskému království. V té době bylo také silně opevněno pevnostním architektem Vaubanem.
Dne 20. srpna 1792 se zde odehrála bitva mezi francouzskou revoluční armádou a pruskou armádou. Prusové zvítězili a intervenčním vojskům se tak otevřela cesta na Paříž.
V 19. století se stal Verdun silně opevněným městem s citadelou, ke kterému přiléhaly další pevnosti a pevnůstky. Tento pevnostní systém byl rozšiřován až do první světové války, za níž se u Verdunu odehrála krvavá bitva, která trvala téměř 10 měsíců (od 21. února 1916 do 18. prosince 1916); kvůli velkému počtu padlých vojáků (přes 300 000) byla také označována jako verdunský mlýnek na maso.

## Památky
Ve městě se nachází řada památek: Biskupský palác (Palais Episcopal) z 15. století, katedrála Notre-Dame, věž Tour Chaussée z 14. století, brána Porte Châtel, Vaubanova citadela či Vítězný pomník (Monument a la Victoire).